# Swedish Committee for Afghanistan
El Swedish Committee for Afghanistan (SCA), Comitè Suec per Afganistan, (suec: Svenska Afghanistankommittén) és una organització no governamental sueca política i religiosa de l'Afganistan. L'organització es va formar el 1980, com una reacció a la invasió soviètica. La visió del SCA ha estat activa a l'Afganistan des de 1982. La seua visió és d'un Afganistan independent en pau, on es respectin els drets humans, on les comunitats rurals estiguen capacitades i tots els afganesos tinguen el dret i l'oportunitat de participació democràtica en el govern del seu país.